# Oberstein (Scheidegg)
Oberstein (westallgäuerisch: Obərschtui oder Obərschdai) ist ein Gemeindeteil des Markts Scheidegg im bayerisch-schwäbischen Landkreis Lindau (Bodensee).

## Geographie
Der Weiler liegt circa drei Kilometer südwestlich des Hauptorts Scheidegg und zählt zur Region Westallgäu. Südlich und westlich des Orts verläuft die deutsch-österreichische Grenze.

## Ortsname
Der Ortsname ist wohl eine alte Stellenbezeichnung und beschreibt zudem die relative Lage zu Unterstein.

## Geschichte
Oberstein wurde urkundlich erstmals im Jahr 1561 mit auf dem Stain erwähnt. 1771 fand die Vereinödung in Oberstein mit acht Teilnehmern statt. Der Ort gehörte einst der Herrschaft Altenburg an, dessen Gericht in der Taverne im Ort abgehalten wurde.